# Carlos Dayan
Carlos Moche Dayan (9 de julho de 1972) é um banqueiro empresário brasileiro de ascendência judaico-libanesa. Dayan é o CEO do Banco Daycoval desde 2018, banco do qual é grande acionista.

## História
Filho do empresário Sasson Dayan, Carlos Dayan formou-se em economia na Universidade de São Paulo (USP) e fez mestrado em administração (MBA) na Fundação Getúlio Vargas (FGV). Casado com Esther Safra, dirige junto com a esposa um Escola Beit Yaacov voltada à colônia judaica.